# Wilhelm Heinrich von Lepel

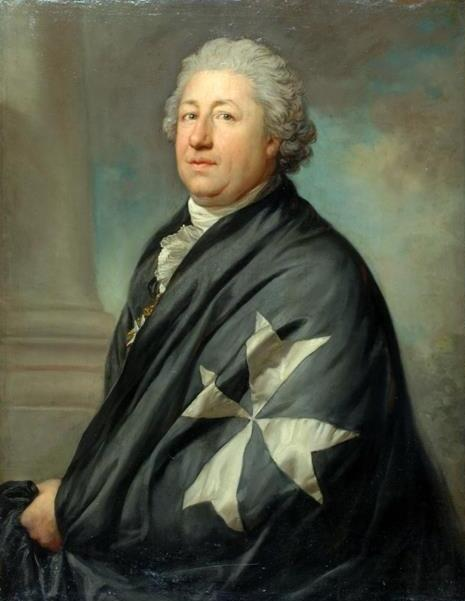
Wilhelm Heinrich Graf von Lepel (1755–1826), Ölgemälde von Anton Graff

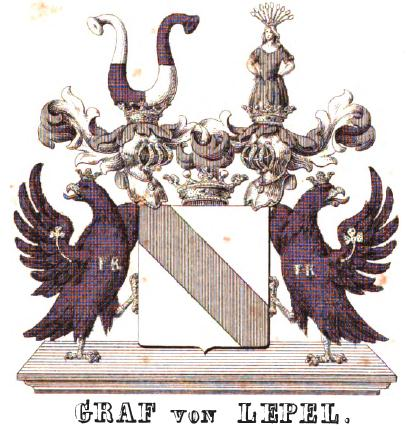
Hauswappen der Grafen von Lepel

Wilhelm Heinrich Ferdinand Karl Graf von Lepel (* 2. Mai 1755 in Nassenheide; † 20. Januar 1826 in Herrnhut, Oberlausitz) war königlich preußischer Gesandter am schwedischen Hof in Stockholm, Erb- und Lehnsherr auf Böck, Nassenheide, Plöwen, Blankensee, Frauenhagen und Kuhweide, Kunstsammler und Ritter des Johanniter- und des Roten Adlerordens.

## Familie
Wilhelm von Lepel war der Sohn von Friedrich Wilhelm von Lepel, Rittergutsbesitzer auf Boeck, Blankensee und Nassenheide, und Amalie Gräfin Henckel von Donnersmarck (1720–1783).
Er blieb unverheiratet und kinderlos.

## Leben
1768 kam Wilhelm im Alter von 13 Jahren an die Königliche Ritterakademie in Liegnitz in Schlesien. 1770 verlässt Wilhelm diese, um an den Universitäten Frankfurt/Oder, Halle und Leipzig die Rechte und Naturwissenschaften zu studieren. Nach Abschluss seines Studiums verweilte er mehrere Jahre im Schloss Rheinsberg bei Neuruppin am Junggesellenhof des Prinzen Heinrich von Preußen. Nach den Rheinsberger Jahren war Wilhelm in ähnlicher Funktion längere Zeit im Schloss Friedrichsfelde bei Berlin am Hof des Herrenmeisters des Johanniterordens, des Prinzen Ferdinand von Preußen, des jüngsten Bruders des Königs Friedrich und des Prinzen Heinrich. 1785 wurde Wilhelm Ritter des Johanniterordens und designierter Kommendator von Schivelbein und 1787 Königlich Preußischer Kammerherr.
In den Jahren 1787 bis 1790 war er außerordentlicher Gesandter Preußens am schwedischen Hof in Stockholm. Nach Ende der Gesandtenzeit in der schwedischen Hauptstadt verließ er den Staatsdienst, um in Nassenheide als Privatier zu leben. Nun konnte er eine seit Jahren geplante längere Reise in südliche Länder antreten. Nach zwei Jahren erlebnisreicher Bildungsreise kehrte er 1794 nach Pommern zurück und bereiste danach Westeuropa.
Im Sommer 1806 reiste Wilhelm in das böhmische Kurbad Karlsbad. Dort traf er Johann Wolfgang von Goethe, der sich vom 29. Juni bis 8. August 1806 ebenfalls in Karlsbad aufhielt. Dieser schrieb in einem Brief:
Eine überraschend angenehme Erscheinung war ein

Portefeuille von Kupferstichen, das Graf Lepel mit

sich führt und worin er die Akquisitionen aufbewahrt,

die er unterweges macht. Die sieben Sakramente von

Poussin waren mir fast ganz neu, und eine

gute Partie Rembrandts habe ich auch mit viel

Vergnügen wiedergesehen.
– Johann Wolfgang von Goethe
Auf seinem Gutsgelände legte Wilhelm im Bereich der ehemaligen Pferdekoppel einen Landschaftspark nach englischem Muster an. Die ungezwungenen, „natürlichen“ Landschaftsgärten entsprachen der damaligen Mode.
Seine Tätigkeit als bedeutender Kunstsammler, mit der er die Sammlerleidenschaft seines Vaters mit noch größerer Energie fortsetzte, verschaffte ihm die Ernennung zum auswärtigen Ehrenmitglied der Akademie der Künste.
Um seine umfangreichen Kunstsammlungen angemessen unterzubringen, ließ er das Nassenheider Herrenhaus zum Schloss umbauen. Fortan beherbergte der von ihm angebaute einstöckige Südflügel die zahlreichen Kunstgegenstände und die gräfliche Bibliothek mit den Werken über antike Kunst. Die von ihm gesammelten Kunstgegenstände brachte Wilhelm weitgehend aus Italien mit. Dazu gehören eine Menge Bronzestatuen, originale antike Stücke aus Marmor, zahlreiche Gipsabgüsse, darunter Köpfe von Jupiter und Juno. Diese Sammlungen machte er auch der interessierten Öffentlichkeit zugänglich.
Dann schenkte er in einem zwei Jahre vor seinem Tod erstellten Zusatz zum Testament (Codizill) seine bedeutende Sammlung von Kupferstichen aus der Hand bedeutender italienischer, englischer und französischer Meister dem preußischen Staat. Sie wurde dem Museum der Königlichen Akademie der Künste übergeben und später (1833) dem im Akademiegebäude eigens für die Aufnahme der Lepelschen Sammlungen eingerichteten Kupferstichkabinett Berlin zur Aufbewahrung überlassen. Unter Würdigung dieser Schenkung durch letztwillige Verfügung verlieh König Friedrich Wilhelm III. an Wilhelm Heinrich Graf von Lepel den Roten Adlerorden zweiter Klasse.
Im Frühjahr 1824, zwei Jahre vor seinem Tod, wurde Herrnhut in der Oberlausitz Wilhelms ständiger Wohnsitz. Es waren gesundheitliche Gründe, die ihn dazu bewegen, sich auf Dauer dort niederzulassen.
Er starb im Herrnhuter Gasthof, wo er ein Zimmer bezogen hatte.
Die gesetzlichen Lehnserben waren seine verwitweten Schwestern Ottilie Gräfin Henckel von Donnersmarck und Ulrike von Schmeling.